# Яблунівка (Білоцерківський район)
Яблуні́вка — село в Білоцерківському районі Київської області. Населення — до 800 жителів. Найпоширенішими прізвищами є Пелих, Атаманенко, Нечипоренко, Онопрієнко.
Засноване на початку 18 століття.
Під час російсько-большевицької окупації села 8 родин піддано терору за майновою ознакою (розкуркулення), їх прізвища досі не встановлені, компенсації не виплачені.
За свідченням очевидців у Яблунівці комуністи вбили голодом 451 мешканців села, переважно дітей та старих. На місцях масових поховань на 2-ох кладовищах села 1993 встановлено пам'ятні знаки (дубові хрести).

## Географія
Розташоване при впадінні річки Сквирка у ріку Рось.
В межах села виділяють такі його кутки: Перша сотня, Штиківщина, Голосрачівка, Центр; Замостя, Буцегарня.

## Історія
З клірових відомостей (історичний нарис Володимира Перерви «Храм Святителя Миколая Чудотворця в селі Яблунівка») встановлено, що напередодні Голодомору в селі мешкало близько 3000 жителів.
Перший опис села Яблунівки — початково Яблонівка (пол. Jablonowka) — міститься в люстрації Білоцерківського староства 1765 року. На той момент в Яблунівці вже не мали жодних податкових пільг, що свідчить про заснування села щонайменше на 10-20 років раніше 1765 року. Уточнює відомості про час заснування села дата побудови Яблунівської церкви святителя Миколая — 1731 рік, згідно з даними Лаврентія Похилевича. Початково до парафії Яблунівської церкви належали села Сорокотяги й Фесюри, у XIX столітті — Щербаки, Фесюри й Фастівка. При цьому село не згадується в люстрації Білоцерківського староства 1622 року.
В метричних книгах запис, що стосується Яблунівки датований 1739 роком, а саме народженням священника Якова Машковського, сина Івана Машковського та Марії. Після цього запису в метриці значна перерва, а наступний запис з'являється лише 1752 року. Між цими роками у 1740 році прихід церкви Святого Миколая складали 17 хат у Яблунівці, а також 10 хат у сільці Сорокотяги та 7 хат в Фесюрах, що дає підстави вважати, що саме така кількість будинків і була у зазначених селах. У 1863 році прихід церкви, крім села Яблунівка, складають села: Щербаки, Фесюри (Хвесюри) і Фастівка (Хвастовка). Вони лежать близько одна від одної, а від Яблунівка в 8-ми верстах. Жителів у всіх їх 1424, (Хвесюрах 571, Щербаках 188, Хвастовке 665) і римських католиків 49. У минулому столітті припущено було для цих сіл збудувати особливу церкву в центрі їх, селі Щербаках; але ця думка не приведена у виконання. Село Хвастівка відоме тим, що навколо нього знаходиться 53 стародавніх могил. Таким скупченням могил в одному місці, Хвастівка поступається в Васильківському повіті тільки селі Мар'янівці.
Походження назви села пов'язане зі старостуванням на Білоцерківщині в останній третині XVII — першій половині XVIII ст. князів Яблоновських. В символіці Яблунівки використані знак та колористика родового герба князів Яблоновських.
У 1795 році в селі налічувалось 53 селянських двори.
У 1863 році в селі було жителів обох статей: православних 1244, латинян 32.
У 1895 році в селі проживало близько 2000 мешканців.
У 1855 році в часи Київської козаччини тут відбулися виступи селян проти феодально-кріпосницького гніту.

### Освіта
У 1862 році в селі Яблунівка було відкрито школу грамоти. У 1889 році її перейменували в однокласну церковнопарафіяльну школу. Приміщення школи скидалося на бідняцьку хатину, його відвідували 10-15 учнів, переважно діти заможних селян. Учителем був сільський дяк, який навчав школярів читати і писати.
У 1902 році збудовано нове приміщення для школи на дві класні кімнати; пізніше добудували три класні кімнати і вчительську квартиру. Цього року школа перейшла у відання Міністерства народної освіти. Завідував закладом Ф. С. Завальніцький.
Із утвердженням радянської влади одним із важливих завдань культурно-освітньої роботи була ліквідація неписьменності серед дорослого населення. У 1926 році в селі відкрили початкову школу, в якій навчалися 92 учні і працювали два вчителі. Завідував школою І. П. Дмитраш.
Створюючи умови для опанування підростаючим поколінням грамоти, держава ставила за мету підготувати його до кваліфікованої праці. Розуміючи, що нормальне функціонування великого механізованого господарства неможливе без нових спеціалістів, колгоспники села вирішили збудувати школу; держава виділила відповідні кошти, будівельний матеріал і відрядила спеціалістів. Будівництво було завершено у 1937 році Двоповерховий будинок виріс на пустищі, де колись була панська садиба. Перший випуск семирічної школи відбувся у 1934 році; освіту здобули 28 учнів.
У 1938 році школу було перетворено на середню, перший випуск якої відбувся в червні 1941 році. За часів німецького управління у приміщенні школи стояла кущова поліція. 6 січня 1944 року у Яблунівку замість німецьких прийшли радянські війська. Але навчальний процес не розпочався. У 1944 році в приміщенні школи був шпиталь 40-ї армії Першого Українського фронту. У 1945 році школа відновила роботу як семирічна. Директором школи призначено П. С. Атаманенка. У 1950-х роках школу реорганізували у середню загальноосвітню.
У 1978 році розплановано березовий парк. У 1979 році завершено добудову школи.
Сьогодні школа — це велике двоповерхове приміщення зі світлими класами, широкими коридорами. Навчання організовано за кабінетною системою. У школі на початок 2000-х навчалося 116 учнів, працювало 17 учителів. З 1999 року посаду директора Яблунівської загальноосвітньої школи І—III ступенів обіймав Володимир Петрович Ткаченко.

## Релігія
Дерев'яна церква святителя Миколая була збудована у 1731 році, належала до Київської унійної митрополії. У 1790-х роках переведена на синодальне православ'я. Зруйнована російсько — большевицькими окупантами у 1970-80-х роках.
- 1752—1764 — священник Бутовський Іоанн
- 1762—1802 — священник Бутовський Кондрат
- 1801—1835 — диякон, священник Бутовський Іоанн Кондратович
- 1815—1858 — священник Антоній Михайлович Рудкевич (Руткевич);
- 1831—1854 — диякон Феодосій Васильович Папчинський;
- 1836—1865 — паламар, дяк Наум Романович Залеський;
- 1856—1900 — дяк Павло Васильович Папчинський
- 1858—1900 — священник Михайло Тимофійович Рудкевич (Руткевич).
- 1914—1917 — священник Липський Андрій Олександрович.

Метричні книги, клірові відомості, сповідні розписи церкви св. Миколая с. Яблунівка XVIII ст. — Київського воєв. З 1797 р. Васильківського пов. Київської губ.; ХІХ ст. — Єзерянської волості Васильківського пов. Київської губ. зберігаються в ЦДІАК України.http://cdiak.archives.gov.ua/baza_geog_pok/church/yabl_003.xml
Зараз на території села діє нова православна церква, зведена 2016.

## Сучасний стан

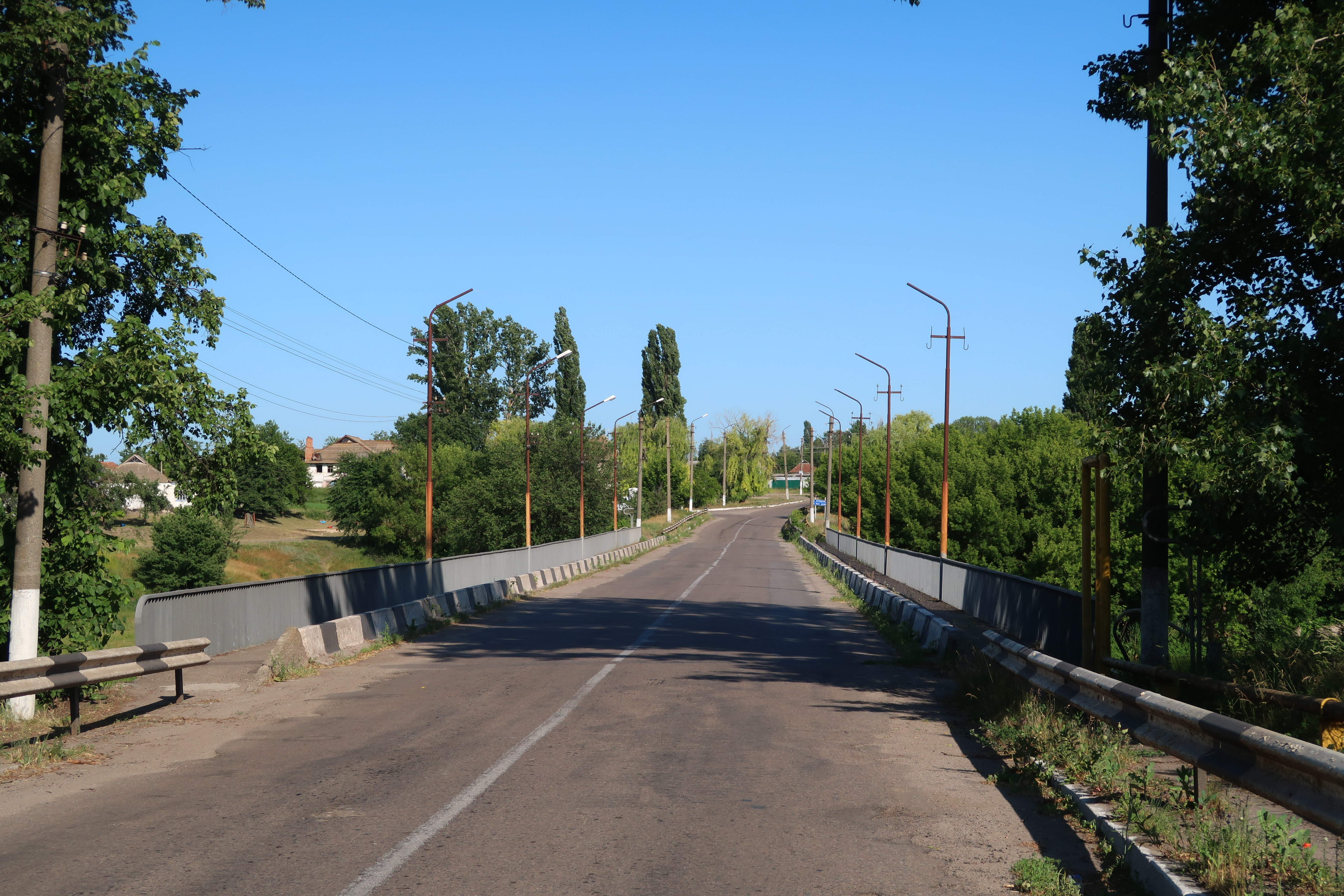
Міст через Рось у Яблунівці

В селі є будинок культури з бібліотекою, школа, дитячий садок, амбулаторний пункт, православна церква.
На території села діє Сільськогосподарсько виробничий кооператив.

## Різне
На території сіл Яблунівка і Мала Сквирка знімали фільм «Остання електричка» (рос. «Последнняя электричка»), який вийшов на екран в 1986 році. Жителі села брали участь в зйомках сцен похорон.

## Джерело
- Облікова картка на сайті ВРУ[недоступне посилання з серпня 2019]